# Ondarock
Ondarock è una rivista on-line a tema musicale fondata da Claudio Fabretti nel febbraio 2001 e vincitrice della Targa Mei Musicletter 2013 come miglior sito web. La rivista è considerata uno dei più autorevoli magazine musicali online ed è uno dei siti più visitati nel suo genere.

## Storia

### 1999-2001: Le origini di Ondarock
Già nel 1999 Claudio Fabretti iniziava una sua personale ricerca sulla costruzione di siti web utilizzando Geobuilder e costruendo un sito personale al fine di raccogliere gli articoli a tema musicale scritti per il settimanale Avvenimenti. Solo in seguito, nel febbraio 2001, venne aperto il dominio ondarock.it, ispirandosi alla corrente musicale della new wave, con un nome che "potesse evocare in un colpo solo la suggestione di navigare sul web e un'attitudine musicale ben precisa". Tra i primi pezzi pubblicati in questo originario abbozzo di webzine vi erano articoli su David Bowie, Neil Young, Led Zeppelin, R.E.M., oltre che un certo numero di gruppi meno conosciuti dell'indie rock internazionale.

### 2002-2010: L'espansione della rivista
Fu in questo primo periodo, in cui la rivista aveva ancora un aspetto da webzine, che si unirono i primi giornalisti, tra i quali Paolo Sforza, Mauro Roma, Marco Delsoldato, Mattia Paneroni, Francesco Nunziata, Michele Chiusi. La prima nuova sezione del sito fu il forum di Ondarock, curato principalmente da Paolo Sforza, con una grafica prima nero-arancione ed in seguito celestina.
Col tempo nacque poi l'esigenza di suddividere l'archivio storico dalle nuove uscite discografiche, e ancora dalle schede degli artisti: nacquero così le allora nuove rubriche come Rock e dintorni o Angolo Dark, e per un breve periodo uno spazio dedicato alle sole cantautrici, poi convertito nella rubrica Songwriter.
In questi anni anche la sezione Cinema crebbe notevolmente, fino ad acquisire progressivamente un volume tale da divenire nel 2008 la rivista on-line a sé stante chiamata Ondacinema, sotto al guida di a Elisa Goolvart e Rocco Castagnoli, deceduti di li a poco per un incidente stradale.

### 2011-presente
Nel 2013 viene conferita ad Ondarock la Targa Mei Musicletter come miglior sito web "per l’ottima qualità dei contenuti e degli approfondimenti che spaziano dalla musica indipendente e alternativa al mainstream. Per la capacità di essere sempre sulla notizia e sulle ultime uscite discografiche, per la bella veste grafica e, non per ultimo, per l’eccellente navigabilità" definendolo nella motivazione come "un punto di riferimento del web per gli appassionati di popular music."

## Premi e riconoscimenti
- Targa Mei Musicletter per il miglio sito web musicale